# Mamikonian

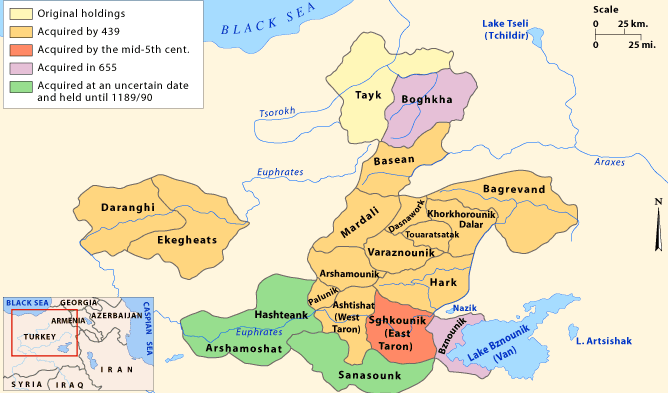
Expansion des domaines des Mamikonian.

Les Mamikonian ou Mamikoneans (en arménien : Մամիկոնեան) sont les membres d'une famille noble ayant dominé la politique de l'Arménie entre les IVe et VIIIe siècles. Ils ont exercé la charge héréditaire de sparapet (« généralissime ») d'Arménie jusqu'à la fin du VIe siècle et ont dirigé entre autres les régions du Taron, de Sasun et de Bagrévand.

## Les Mamikonian en Arménie

### Histoire de la famille
Cette famille prétendait être originaire de Chine, mais les historiens s'accordent à dire que cette prétention est due à une confusion avec la région de Čen, en Ibérie. Au Ier siècle av. J.-C., Mamkaios, un général de Tigrane II le Grand, roi d'Arménie, est considéré comme un membre de la famille, mais les sources arméniennes ne permettent de suivre la famille qu'à partir de 314. À cette date, les Mamikonian disposent déjà de la charge héréditaire de sparapet, c'est-à-dire de généralissime.
La fortune vient au début du Ve siècle avec le mariage entre le sparapet Hamazasp Mamikonian et Sahakanouš, héritière du dernier patriarche grégoride, Sahak Ier, ce qui apporte à la famille des territoires importants et l'immense prestige associé aux descendants de saint Grégoire l'Illuminateur. L'abolition de la royauté en Arménie en 428, ainsi que le martyre de leur fils Vardan Mamikonian, va placer la famille au premier plan de la politique arménienne. En 572, le prince Vardan Mamikonian assassine le Suren, gouverneur perse d'Arménie, pour venger son frère Manuel, mais doit ensuite se réfugier à Byzance.
Au début du VIIe siècle, l'Empire perse sassanide est conquis par les musulmans et les Arméniens se tournent vers Byzance pour résister à ces derniers. Les empereurs byzantins nomment alors les princes d'Arménie et les troisième et quatrième princes sont les frères Hamazasp et Grigor Mamikonian. Mais, à la mort de Grigor, le pouvoir passe aux Bagratouni qui commencent leur ascension sociale.
Les Mamikonian ne réapparaissent qu'au cours du VIIIe siècle, quand les frères Davith et Grigor Mamikonian tentent de s'opposer à Achot Bagratouni et sont exilés au Yémen. Les Mamikonian conduisent plusieurs révoltes contre les occupants arabes, jusqu'à ce que ces derniers décident d'en finir et écrasent une grande partie de la noblesse arménienne à la bataille de Bagrévand le 25 avril 775. Cette bataille sonne la fin de la puissance des Mamikonian, car Achot Msaker Bagratouni s'empare des biens de son oncle Šmouel Mamikonian, ne laissant que le Bagrévand au prince Šapouh Mamikonian. Le dernier prince Mamikonian est Grigor, capturé et tué par les Arabes en 856.

### Liste des princes connus
| Dates                 | Nom                     | autres titres                                     | Notes |
| --------------------- | ----------------------- | ------------------------------------------------- | --- |
| cité en 314           | Artavazd Ier            | sparapet                                          | mentionné par Pavstos Buzand (Histoire de l'Arménie),. |
| mort ca. 338          | Vacé Ier                | sparapet                                          | fils du précédent, mentionné par Pavstos Buzand,. |
| ca. 338-350           | Artavazd II             | sparapet                                          | fils du précédent, selon Cyrille Toumanoff et Christian Settipani. |
| 350-365               | Vardan Ier              | sparapet                                          | fils de Hamazasp, mentionné par Pavstos Buzand. Christian Settipani considère cet Hamazasp comme fils d'Artavazd Ier. Selon Cyrille Toumanoff, il est fils d'Artavazd II |
| 365-365               | Vasak Ier               | prince Mamikonian                                 | succède à son frère Vardan Ier, qu'il a fait assassiner,. |
| mort entre 374 et 378 | Moušeł Ier le Vaillant  | sparapet                                          | fils de Vasak Ier, mentionné par Pavstos Buzand,. |
| 378                   | Vacé II                 | prince Mamikonian                                 | mentionné par Pavstos Buzand, qui précise que le roi Varazdat le fait prince Mamikonian à la mort de Moušeł Ier. Christian Settipani le considère comme fils d'Artavazd II. Pour Cyrille Toumanoff, il serait plutôt fils de Hamazasp, lui-même fils d'Artavazd II et aurait été installé par le roi Varazdat. Il abdique ensuite en faveur de Manouel Ier. |
| 378-385               | Manouel Ier             | sparapet régent d'Arménie                         | fils d'Artases, selon Pavstos Buzand. Christian Settipani considère Artases comme fils de Vacé Ier, tandis que Cyrille Toumanoff y voit un fils de Vasak Ier. père de Vardandukht, mariée au roi Arsace III d'Arménie. |
| 386- ?                | Artases ou Artavazd III | officier ou sparapet                              | fils du précédent, nommé Artasès par Pavstos Buzand. Toumanoff le nomme Artavazd III. |
| 416-432               | Hamazasp Ier            | sparapet                                          | Lazar P'arpets'i raconte dans son Histoire de l'Arménie qu'il épousa Sahakanouch, fille de Sahak Ier, catholicos d'Arménie. Christian Settipani le considère comme fils du précédent, tandis que pour Cyrille Toumanoff, c'est un frère du précédent. |
| 442-451               | Vardan II               | sparapet                                          | mentionné par Lazar P'arpets'i, fils du précédent,. |
| 451-471               | Magnus Ier              | sparapet                                          | fils du précédent selon Cyrille Toumanoff. Christian Settipani n'a pas retenu son existence. |
| 482-av.505            | Vasak II                | nakharar                                          | mentionné par Lazar P'arpets'i et par Açolik de Taron, fils de Hmayeak, général († 451), lui-frère de Vardan Ier. Toumanoff, s'il mentionne bien ce noble avec la même filiation, ne le considère pas comme un prince Mamikonian. |
| 485-505               | Vahan Ier le Grand      | sparapet marzpan (482-483 et 485-505)             | mentionné par Lazar P'arpets'i et par Açolik de Taron, frère du précédent,. |
| 505-508               | Vard                    | patrice des Arméniens marzpan (505-509)           | mentionné par Lazar P'arpets'i et par Açolik de Taron, un des souscripteurs du premier concile de Dvin, frère du précédent. Toumanoff, s'il mentionne bien ce noble avec la même filiation, ne le considère pas comme un prince Mamikonian. |
| début VIe siècle      | Artavasde IV            | sparapet                                          | fils probable de Vard,. |
| 555                   | Hamazasp II             | nakharar                                          | Premier souscripteur du second concile de Dvin, ce qui, selon Settipani, en fait le prince le plus important de la famille en 555. Fils de Gougvahram, que Settipani considère comme fils du général Hamazspian, lui-même fils de Hamazasp Ier. Toumanoff le considère comme simple membre de la famille, et Gourvram comme un lointain descendant d'Artavzd, fils de Vacé II. |
| 555                   | Šmouel Ier              | sparapet                                          | fils d'Artavazd IV,. |
| 555-572               | Manouel II              | nakharar                                          | mentionné par Théophane le Confesseur, fils de Vasak et petit-fils de Vard. Assassiné par le marzpan Suren,. |
| 572                   | Vardan III              | nakharar en 555 sparapet en 572 marzpan (572-573) | neuvième souscripteur du second concile de Dvin, mentionné par Sébéos et par Théophane le Confesseur, frère du précédent, émigre ensuite dans l'Empire byzantin,. |
| 572-593               | Moušeł II               | marzpan (590-591)                                 | Selon Settipani, il est le 22e souscripteur du second concile de Dvin, le fils de Hmayeak, lui-même fils de Vard Ier,. |
| 594-595               | Hamazasp III            | nakharar                                          | mentionné par Sébéos, probablement fils de Moušeł II. Il n'est pas mentionné par Cyrille Toumanoff. |
| 593-606               | Vahan II le Loup        | fils de Moušeł II                                 | L'unique source pour ces quatre princes est l’Histoire du Taron, par Hovhannès Mamikonian, œuvre qui tient autant du roman épique que du récit historique. Toute la question est de savoir quel crédit apporter aux informations concernant ces quatre princes. Au début des années 1990, Cyrille Toumanoff et Christian Settipani les prennent en compte dans leurs travaux,. Mais en 2006, Christian Settipani rejette ces données, suivant l'avis de Jean Muyldermans qui considère que l'on est « en dehors de l'Histoire, en pleine fantaisie ». |
| 606-611               | Smbat Ier               | fils du précédent                                 | L'unique source pour ces quatre princes est l’Histoire du Taron, par Hovhannès Mamikonian, œuvre qui tient autant du roman épique que du récit historique. Toute la question est de savoir quel crédit apporter aux informations concernant ces quatre princes. Au début des années 1990, Cyrille Toumanoff et Christian Settipani les prennent en compte dans leurs travaux,. Mais en 2006, Christian Settipani rejette ces données, suivant l'avis de Jean Muyldermans qui considère que l'on est « en dehors de l'Histoire, en pleine fantaisie ». |
| 611-636               | Vahan III le Kamsarakan | fils du précédent                                 | L'unique source pour ces quatre princes est l’Histoire du Taron, par Hovhannès Mamikonian, œuvre qui tient autant du roman épique que du récit historique. Toute la question est de savoir quel crédit apporter aux informations concernant ces quatre princes. Au début des années 1990, Cyrille Toumanoff et Christian Settipani les prennent en compte dans leurs travaux,. Mais en 2006, Christian Settipani rejette ces données, suivant l'avis de Jean Muyldermans qui considère que l'on est « en dehors de l'Histoire, en pleine fantaisie ». |
| 636-640               | Tiran Ier               | fils du précédent                                 | L'unique source pour ces quatre princes est l’Histoire du Taron, par Hovhannès Mamikonian, œuvre qui tient autant du roman épique que du récit historique. Toute la question est de savoir quel crédit apporter aux informations concernant ces quatre princes. Au début des années 1990, Cyrille Toumanoff et Christian Settipani les prennent en compte dans leurs travaux,. Mais en 2006, Christian Settipani rejette ces données, suivant l'avis de Jean Muyldermans qui considère que l'on est « en dehors de l'Histoire, en pleine fantaisie ». |
| mort en 638           | Moušeł III              | sparapet                                          | mentionné par Sébéos, qui le dit fils de Davith. Selon Settipani, Davith est probablement fils de Hamazasp III. Toumanoff ne le considère pas comme un prince Mamikonian, mais le mentionne comme fils de Davith, lui-même fils de Vahan II le Loup. |
| 638-661               | Hamazasp IV             | prince d'Arménie (655-661) curopalate             | mentionné par Sébéos, frère du précédent et fils de Davith. Toumanoff lui attribue les mêmes frère et père. |
| 650-660               | Moušeł IV               | sparapet                                          | Pour Settipani et Toumanoff (qui le nomme (Mouschel III), c'est probablement un fils posthume de Moušeł III,. |
| 661-685               | Grigor Ier              | prince d'Arménie (660-685)                        | frère de Moušeł III et de Hamazasp IV,. |
| 706-709               | Moušeł V                | sparapet                                          | fils de Hamazasp IV. Toumanoff lui attribue le même père, mais le numérote Mouschel IV. |
| 709-744               | Davith Ier              | naxarar                                           | cité par Levond Vardapet comme fils de Hrarat. Selon Settipani, ce dernier est probablement fils de Moušeł V, tandis pour que Toumanoff, Hrarat est un frère de Moušeł IV. |
| 744-750               | Grigor II               | prince d'Arménie (745-746 et 750-751)             | cité par Levond Vardapet, frère de Davith Ier,. |
| 750-775               | Moušeł VI               | sparapet prince d'Arménie (751)                   | cité par Levond Vardapet comme frère du précédent,. |
| 775                   | Šmouel II               | sparapet                                          | cité par Levond Vardapet. probablement fils de Davith Ier,. Après sa mort à la bataille de Bagrévand, ses biens reviennent à son neveu Achot IV Bagratouni, ne laissant que le Bagrévand aux princes Mamikonian. |
| mort en 785           | Šapouh                  | nakharar                                          | fils de Moušeł VI,. Après la défaite de Bagrévand, il se réfugie avec son frère Vard chez Merouzhan Arçrouni, mais ce dernier les assassine pour complaire aux Arabes en 785 ou en 775. Cyrille Toumanof ne le considère pas comme prince Mamikonian. |
| 785-ap. 800           | Davith II               | nakharar                                          | fils probable du précédent, selon Settipani. Il assassine Merouzhan Arçrouni pour venger ses proches parents. Toumanoff le considère comme fils d'un autre Schapour, frère de Samuel II. |
| mort en 851           | Kourdik Ier             | nakharar en Bagrévand                             | cité par Thomas Arçrouni. Il est probablement fils du précédent. Toumanoff ne mentionne pas le nom de son père, mais le considère comme un petit-fils de Šapouh ou de Vard Mamikonian. |
| mort en 856           | Grigor III              | nakharar en Bagrévand                             | fils du précédent, capturé par les Arabes,. |
|                       |                         |                                                   | Pour Christian Settipani, Grigor III est le dernier Mamikonian en Arménie. Mais Cyrille Toumanoff présente une lignée de prince Mamikonian vivant dans l'Arshamoshat (province du Taron) débutant avec Moushel, vivant vers l'an mil jusqu'à Héthoum-Basile, qui émigra en Cilicie en 1189. |

## Les Mamikonian à Byzance
À partir du IVe siècle, l'Arménie est devenue un pays chrétien sous la domination de la Perse sassanide de religion mazdéiste. Après la conversion de l'Empire romain au christianisme, peu après, l'Arménie devient une source d'inquiétude pour les Sassanides pour plusieurs raisons :
- l'Arménie a toujours été une province rejetant la suzeraineté extérieure,
- il existe encore en Arménie des représentants de la dynastie arsacide, qui fut renversée par les Sassanides,
- l'Arménie, chrétienne, est un allié naturel de Rome, ennemi des Sassanides.

Pour réduire le danger, les Perses ont tenté d'imposer le mazdéisme à l'Arménie. Il s'est ensuivi des révoltes régulières aussi bien pour des motifs politiques que religieux. Presque toutes ces révoltes échouèrent, obligeant les chefs à se réfugier à Byzance. Même si les noms de familles arméniennes ne sont pas cités par les chroniqueurs byzantins, plusieurs de ces nobles portent des prénoms qui sont des formes grecs de prénoms arméniens portés par des Mamikonian (Vardan = Bardanès, Artavazd = Artabasdos, Hmyaek = Myakios ou Maiakès). Ainsi, Procope de Césarée mentionne entre 542 et 554 un général byzantin du nom d'Artabanos, d'origine arsacide, beau-frère d'un autre général, Bassakès (= Vasak) et oncle d'un capitaine, Grégorios (= Grigor), dont les prénoms révèlent indubitablement leur appartenance à la famille Mamikonian. 
La plupart de ces réfugiés attendent quelques années que les choses se calment avant de repartir, menés par le désir de récupérer leurs domaines, mais aussi le refus d'accepter le chalcédonisme, imposé par les Byzantins. C'est ainsi que l'on trouve régulièrement à Byzance des réfugiés arméniens, certains intégrant des fonctions dans l'armée et ne restant que quelques années, mais d'autres y restant et parvenant à des hautes fonctions dans l'empire. Cependant les textes byzantins mentionnent des groupes familiaux mêlant des prénoms grecs et des formes grecques de prénoms arméniens comme :
- Bardanès Philippicos, empereur de 711 à 713 et fils d'un Nicéphore,
- Théodoros, stratège de Thrace en 713 et fils d'un Myakios,
- Artabasdos, empereur de 741 à 743 et père d'un Nicéphore,
- Constantin, protostator en 766, fils de Bardanès, patrice.

Des généalogistes qui ont étudié la famille comme Christian Settipani en ont déduit qu'une branche de la famille Mamikonian s'est installée à Byzance dès le VIe siècle et s'est fondue dans la noblesse byzantine, mais que parallèlement, des Mamikonian d'Arménie, fuyant les conséquences des révoltes contre les Perses puis contre les Arabes ont continué à se réfugier régulièrement à Byzance.

### La branche byzantine
Elle commence probablement avec Vardan Mamikonian qui s'exile à Byzance en 572 à la suite d'une révolte, et qui décide de s'y établir contrairement à ses compagnons qui repartirent en Arménie en 575. 

#### Bardanès Philippicos
Bardanès Philippicos est le premier empereur byzantin d'origine arménienne, ainsi que l'affirment Nicéphore Bryennos et Movsès Kaghankatvatsi. Il est fils du patrice Nicéphore, titre qui montre une position importante au sein de la noblesse byzantine. Son premier prénom est l'équivalent du prénom Vardan, porté par de nombreux Mamikonian. Son second prénom est à rapprocher de Philippicos, général byzantin en 583 et marié à Gordia, sœur de l'empereur Maurice.
Cette parenté entre des Mamikonian et l'empereur Maurice est à rapprocher d'un texte de l'historien espagnol Luis de Salazar y Castro (1658-1734), qui dit qu'Ardabast, père du roi wisigoth Ervige était fils d'Athanagild, prince wisigoth et d'une certaine Flavia Juliana, fille d'un frère de l'empereur byzantin Maurice,.
Or Artabast est l’équivalent d'Artavazd, porté par de nombreux Mamikonian. Même si le lien mentionné n'est pas le reflet exact de la réalité, une parenté entre les empereurs Maurice, Philipicos, les Mamikonian et le roi wisigoth Ervige est possible :
|                                            |                                            |                                            |                                            |                                            |                                            |                                          |                                          |                                          |                                          |                                          |                                          |                                             |                                             |                                             |                                             |                                             |                                             |  |  |                                         |                                         |                                         |                                         |                                                  |                                                  |                                                  |                                                  |                                                  |                                                  |        |        |                                              |                                 |                                 |                                 |                                       |                                       |                                       |                                       |                                       |                                       |                                |                                |                                |                                |                |                |                                                 |                                                 |                                                 |                                                 |                                                 |                                                 |                                               |                                               |                                               |                                               |  |  |  |  |  |  |  |  |  |  |  |  |  |  |  |  |  |  |  |  |  |  |  |  |  |  |
|                                            |                                            |                                            |                                            |                                            |                                            |                                          |                                          |                                          |                                          |                                          |                                          |                                             |                                             |                                             |                                             |                                             |                                             |  |  |                                         |                                         |                                         |                                         |                                                  |                                                  |                                                  |                                                  |                                                  |                                                  |        |        |                                              |                                 |                                 |                                 |                                       |                                       |                                       |                                       |                                       |                                       |                                |                                |                                |                                |                |                |                                                 |                                                 |                                                 |                                                 |                                                 |                                                 |                                               |                                               |                                               |                                               |  |  |  |  |  |  |  |  |  |  |  |  |  |  |  |  |  |  |  |  |  |  |  |  |  |  |
|                                            |                                            |                                            |                                            |                                            |                                            |                                          |                                          |                                          |                                          |                                          |                                          | Vardan Mamikonian sparapet général byzantin | Vardan Mamikonian sparapet général byzantin | Vardan Mamikonian sparapet général byzantin | Vardan Mamikonian sparapet général byzantin | Vardan Mamikonian sparapet général byzantin | Vardan Mamikonian sparapet général byzantin |  |  | Philippicos († ca.615) général byzantin | Philippicos († ca.615) général byzantin | Philippicos († ca.615) général byzantin | Philippicos († ca.615) général byzantin | Philippicos († ca.615) général byzantin          | Philippicos († ca.615) général byzantin          |                                                  |                                                  | Gordia                                           | Gordia                                           | Gordia | Gordia | Gordia                                       | Gordia                          |                                 |                                 | Maurice (539 † 602) empereur byzantin | Maurice (539 † 602) empereur byzantin | Maurice (539 † 602) empereur byzantin | Maurice (539 † 602) empereur byzantin | Maurice (539 † 602) empereur byzantin | Maurice (539 † 602) empereur byzantin |                                |                                |                                |                                |                |                |                                                 |                                                 |                                                 |                                                 |                                                 |                                                 |                                               |                                               |                                               |                                               |  |  |  |  |  |  |  |  |  |  |  |  |  |  |  |  |  |  |  |  |  |  |  |  |  |  |
|                                            |                                            |                                            |                                            |                                            |                                            |                                          |                                          |                                          |                                          |                                          |                                          | Vardan Mamikonian sparapet général byzantin | Vardan Mamikonian sparapet général byzantin | Vardan Mamikonian sparapet général byzantin | Vardan Mamikonian sparapet général byzantin | Vardan Mamikonian sparapet général byzantin | Vardan Mamikonian sparapet général byzantin |  |  | Philippicos († ca.615) général byzantin | Philippicos († ca.615) général byzantin | Philippicos († ca.615) général byzantin | Philippicos († ca.615) général byzantin | Philippicos († ca.615) général byzantin          | Philippicos († ca.615) général byzantin          |                                                  |                                                  | Gordia                                           | Gordia                                           | Gordia | Gordia | Gordia                                       | Gordia                          |                                 |                                 | Maurice (539 † 602) empereur byzantin | Maurice (539 † 602) empereur byzantin | Maurice (539 † 602) empereur byzantin | Maurice (539 † 602) empereur byzantin | Maurice (539 † 602) empereur byzantin | Maurice (539 † 602) empereur byzantin |                                |                                |                                |                                |                |                |                                                 |                                                 |                                                 |                                                 |                                                 |                                                 |                                               |                                               |                                               |                                               |  |  |  |  |  |  |  |  |  |  |  |  |  |  |  |  |  |  |  |  |  |  |  |  |  |  |
|                                            |                                            |                                            |                                            |                                            |                                            |                                          |                                          |                                          |                                          |                                          |                                          |                                             |                                             |                                             |                                             |                                             |                                             |  |  |                                         |                                         |                                         |                                         |                                                  |                                                  |                                                  |                                                  |                                                  |                                                  |        |        |                                              |                                 |                                 |                                 |                                       |                                       |                                       |                                       |                                       |                                       |                                |                                |                                |                                |                |                |                                                 |                                                 |                                                 |                                                 |                                                 |                                                 |                                               |                                               |                                               |                                               |  |  |  |  |  |  |  |  |  |  |  |  |  |  |  |  |  |  |  |  |  |  |  |  |  |  |
|                                            |                                            |                                            |                                            |                                            |                                            |                                          |                                          |                                          |                                          |                                          |                                          | [Ardabast]                                  | [Ardabast]                                  | [Ardabast]                                  | [Ardabast]                                  | [Ardabast]                                  | [Ardabast]                                  |  |  |                                         |                                         |                                         |                                         | Ne                                               | Ne                                               | Ne                                               | Ne                                               | Ne                                               | Ne                                               |        |        |                                              |                                 |                                 |                                 |                                       |                                       |                                       |                                       | Valentin arsacide césar en 643        | Valentin arsacide césar en 643        | Valentin arsacide césar en 643 | Valentin arsacide césar en 643 | Valentin arsacide césar en 643 | Valentin arsacide césar en 643 |                |                |                                                 |                                                 |                                                 |                                                 |                                                 |                                                 |                                               |                                               |                                               |                                               |  |  |  |  |  |  |  |  |  |  |  |  |  |  |  |  |  |  |  |  |  |  |  |  |  |  |
|                                            |                                            |                                            |                                            |                                            |                                            |                                          |                                          |                                          |                                          |                                          |                                          | [Ardabast]                                  | [Ardabast]                                  | [Ardabast]                                  | [Ardabast]                                  | [Ardabast]                                  | [Ardabast]                                  |  |  |                                         |                                         |                                         |                                         | Ne                                               | Ne                                               | Ne                                               | Ne                                               | Ne                                               | Ne                                               |        |        |                                              |                                 |                                 |                                 |                                       |                                       |                                       |                                       | Valentin arsacide césar en 643        | Valentin arsacide césar en 643        | Valentin arsacide césar en 643 | Valentin arsacide césar en 643 | Valentin arsacide césar en 643 | Valentin arsacide césar en 643 |                |                |                                                 |                                                 |                                                 |                                                 |                                                 |                                                 |                                               |                                               |                                               |                                               |  |  |  |  |  |  |  |  |  |  |  |  |  |  |  |  |  |  |  |  |  |  |  |  |  |  |
|                                            |                                            |                                            |                                            |                                            |                                            |                                          |                                          |                                          |                                          |                                          |                                          |                                             |                                             |                                             |                                             |                                             |                                             |  |  |                                         |                                         |                                         |                                         |                                                  |                                                  |                                                  |                                                  |                                                  |                                                  |        |        |                                              |                                 |                                 |                                 |                                       |                                       |                                       |                                       |                                       |                                       |                                |                                |                                |                                |                |                |                                                 |                                                 |                                                 |                                                 |                                                 |                                                 |                                               |                                               |                                               |                                               |  |  |  |  |  |  |  |  |  |  |  |  |  |  |  |  |  |  |  |  |  |  |  |  |  |  |
|                                            |                                            |                                            |                                            |                                            |                                            |                                          |                                          |                                          |                                          |                                          |                                          |                                             |                                             |                                             |                                             |                                             |                                             |  |  |                                         |                                         |                                         |                                         |                                                  |                                                  |                                                  |                                                  |                                                  |                                                  |        |        |                                              |                                 |                                 |                                 |                                       |                                       |                                       |                                       |                                       |                                       |                                |                                |                                |                                |                |                |                                                 |                                                 |                                                 |                                                 |                                                 |                                                 |                                               |                                               |                                               |                                               |  |  |  |  |  |  |  |  |  |  |  |  |  |  |  |  |  |  |  |  |  |  |  |  |  |  |
| Athanagild prince wisigoth exilé à Byzance | Athanagild prince wisigoth exilé à Byzance | Athanagild prince wisigoth exilé à Byzance | Athanagild prince wisigoth exilé à Byzance | Athanagild prince wisigoth exilé à Byzance | Athanagild prince wisigoth exilé à Byzance |                                          |                                          |                                          |                                          |                                          |                                          | Ne                                          | Ne                                          | Ne                                          | Ne                                          | Ne                                          | Ne                                          |  |  |                                         |                                         |                                         |                                         | Bardanès consul                                  | Bardanès consul                                  | Bardanès consul                                  | Bardanès consul                                  | Bardanès consul                                  | Bardanès consul                                  |        |        | Ne                                           | Ne                              | Ne                              | Ne                              | Ne                                    | Ne                                    |                                       |                                       |                                       |                                       |                                |                                | Fausta († 661)                 | Fausta († 661)                 | Fausta († 661) | Fausta († 661) | Fausta († 661)                                  | Fausta († 661)                                  |                                                 |                                                 | Constant II (ca. 630 † 668) empereur byzantin   | Constant II (ca. 630 † 668) empereur byzantin   | Constant II (ca. 630 † 668) empereur byzantin | Constant II (ca. 630 † 668) empereur byzantin | Constant II (ca. 630 † 668) empereur byzantin | Constant II (ca. 630 † 668) empereur byzantin |  |  |  |  |  |  |  |  |  |  |  |  |  |  |  |  |  |  |  |  |  |  |  |  |  |  |
| Athanagild prince wisigoth exilé à Byzance | Athanagild prince wisigoth exilé à Byzance | Athanagild prince wisigoth exilé à Byzance | Athanagild prince wisigoth exilé à Byzance | Athanagild prince wisigoth exilé à Byzance | Athanagild prince wisigoth exilé à Byzance |                                          |                                          |                                          |                                          |                                          |                                          | Ne                                          | Ne                                          | Ne                                          | Ne                                          | Ne                                          | Ne                                          |  |  |                                         |                                         |                                         |                                         | Bardanès consul                                  | Bardanès consul                                  | Bardanès consul                                  | Bardanès consul                                  | Bardanès consul                                  | Bardanès consul                                  |        |        | Ne                                           | Ne                              | Ne                              | Ne                              | Ne                                    | Ne                                    |                                       |                                       |                                       |                                       |                                |                                | Fausta († 661)                 | Fausta († 661)                 | Fausta († 661) | Fausta († 661) | Fausta († 661)                                  | Fausta († 661)                                  |                                                 |                                                 | Constant II (ca. 630 † 668) empereur byzantin   | Constant II (ca. 630 † 668) empereur byzantin   | Constant II (ca. 630 † 668) empereur byzantin | Constant II (ca. 630 † 668) empereur byzantin | Constant II (ca. 630 † 668) empereur byzantin | Constant II (ca. 630 † 668) empereur byzantin |  |  |  |  |  |  |  |  |  |  |  |  |  |  |  |  |  |  |  |  |  |  |  |  |  |  |
|                                            |                                            |                                            |                                            |                                            |                                            |                                          |                                          |                                          |                                          |                                          |                                          |                                             |                                             |                                             |                                             |                                             |                                             |  |  |                                         |                                         |                                         |                                         |                                                  |                                                  |                                                  |                                                  |                                                  |                                                  |        |        |                                              |                                 |                                 |                                 |                                       |                                       |                                       |                                       |                                       |                                       |                                |                                |                                |                                |                |                |                                                 |                                                 |                                                 |                                                 |                                                 |                                                 |                                               |                                               |                                               |                                               |  |  |  |  |  |  |  |  |  |  |  |  |  |  |  |  |  |  |  |  |  |  |  |  |  |  |
|                                            |                                            |                                            |                                            |                                            |                                            |                                          |                                          |                                          |                                          |                                          |                                          |                                             |                                             |                                             |                                             |                                             |                                             |  |  |                                         |                                         |                                         |                                         |                                                  |                                                  |                                                  |                                                  |                                                  |                                                  |        |        |                                              |                                 |                                 |                                 |                                       |                                       |                                       |                                       |                                       |                                       |                                |                                |                                |                                |                |                |                                                 |                                                 |                                                 |                                                 |                                                 |                                                 |                                               |                                               |                                               |                                               |  |  |  |  |  |  |  |  |  |  |  |  |  |  |  |  |  |  |  |  |  |  |  |  |  |  |
|                                            |                                            |                                            |                                            |                                            |                                            | Ardabast noble byzantin exilé en Espagne | Ardabast noble byzantin exilé en Espagne | Ardabast noble byzantin exilé en Espagne | Ardabast noble byzantin exilé en Espagne | Ardabast noble byzantin exilé en Espagne | Ardabast noble byzantin exilé en Espagne |                                             |                                             |                                             |                                             |                                             |                                             |  |  |                                         |                                         |                                         |                                         | Nicéphore († 668) patrice                        | Nicéphore († 668) patrice                        | Nicéphore († 668) patrice                        | Nicéphore († 668) patrice                        | Nicéphore († 668) patrice                        | Nicéphore († 668) patrice                        |        |        | N                                            | N                               | N                               | N                               | N                                     | N                                     |                                       |                                       |                                       |                                       |                                |                                |                                |                                |                |                | Constantin IV (ca. 650 † 685) empereur byzantin | Constantin IV (ca. 650 † 685) empereur byzantin | Constantin IV (ca. 650 † 685) empereur byzantin | Constantin IV (ca. 650 † 685) empereur byzantin | Constantin IV (ca. 650 † 685) empereur byzantin | Constantin IV (ca. 650 † 685) empereur byzantin |                                               |                                               |                                               |                                               |  |  |  |  |  |  |  |  |  |  |  |  |  |  |  |  |  |  |  |  |  |  |  |  |  |  |
|                                            |                                            |                                            |                                            |                                            |                                            | Ardabast noble byzantin exilé en Espagne | Ardabast noble byzantin exilé en Espagne | Ardabast noble byzantin exilé en Espagne | Ardabast noble byzantin exilé en Espagne | Ardabast noble byzantin exilé en Espagne | Ardabast noble byzantin exilé en Espagne |                                             |                                             |                                             |                                             |                                             |                                             |  |  |                                         |                                         |                                         |                                         | Nicéphore († 668) patrice                        | Nicéphore († 668) patrice                        | Nicéphore († 668) patrice                        | Nicéphore († 668) patrice                        | Nicéphore († 668) patrice                        | Nicéphore († 668) patrice                        |        |        | N                                            | N                               | N                               | N                               | N                                     | N                                     |                                       |                                       |                                       |                                       |                                |                                |                                |                                |                |                | Constantin IV (ca. 650 † 685) empereur byzantin | Constantin IV (ca. 650 † 685) empereur byzantin | Constantin IV (ca. 650 † 685) empereur byzantin | Constantin IV (ca. 650 † 685) empereur byzantin | Constantin IV (ca. 650 † 685) empereur byzantin | Constantin IV (ca. 650 † 685) empereur byzantin |                                               |                                               |                                               |                                               |  |  |  |  |  |  |  |  |  |  |  |  |  |  |  |  |  |  |  |  |  |  |  |  |  |  |
|                                            |                                            |                                            |                                            |                                            |                                            | Ervige (642 † 687) roi wisigoth          | Ervige (642 † 687) roi wisigoth          | Ervige (642 † 687) roi wisigoth          | Ervige (642 † 687) roi wisigoth          | Ervige (642 † 687) roi wisigoth          | Ervige (642 † 687) roi wisigoth          |                                             |                                             |                                             |                                             |                                             |                                             |  |  |                                         |                                         |                                         |                                         | Bardanès Philippicos empereur byzantin (711-713) | Bardanès Philippicos empereur byzantin (711-713) | Bardanès Philippicos empereur byzantin (711-713) | Bardanès Philippicos empereur byzantin (711-713) | Bardanès Philippicos empereur byzantin (711-713) | Bardanès Philippicos empereur byzantin (711-713) |        |        | Myakos familier de Justinien II              | Myakos familier de Justinien II | Myakos familier de Justinien II | Myakos familier de Justinien II | Myakos familier de Justinien II       | Myakos familier de Justinien II       |                                       |                                       |                                       |                                       |                                |                                |                                |                                |                |                | Justinien II (ca. 669 † 711) empereur byzantin  | Justinien II (ca. 669 † 711) empereur byzantin  | Justinien II (ca. 669 † 711) empereur byzantin  | Justinien II (ca. 669 † 711) empereur byzantin  | Justinien II (ca. 669 † 711) empereur byzantin  | Justinien II (ca. 669 † 711) empereur byzantin  |                                               |                                               |                                               |                                               |  |  |  |  |  |  |  |  |  |  |  |  |  |  |  |  |  |  |  |  |  |  |  |  |  |  |
|                                            |                                            |                                            |                                            |                                            |                                            | Ervige (642 † 687) roi wisigoth          | Ervige (642 † 687) roi wisigoth          | Ervige (642 † 687) roi wisigoth          | Ervige (642 † 687) roi wisigoth          | Ervige (642 † 687) roi wisigoth          | Ervige (642 † 687) roi wisigoth          |                                             |                                             |                                             |                                             |                                             |                                             |  |  |                                         |                                         |                                         |                                         | Bardanès Philippicos empereur byzantin (711-713) | Bardanès Philippicos empereur byzantin (711-713) | Bardanès Philippicos empereur byzantin (711-713) | Bardanès Philippicos empereur byzantin (711-713) | Bardanès Philippicos empereur byzantin (711-713) | Bardanès Philippicos empereur byzantin (711-713) |        |        | Myakos familier de Justinien II              | Myakos familier de Justinien II | Myakos familier de Justinien II | Myakos familier de Justinien II | Myakos familier de Justinien II       | Myakos familier de Justinien II       |                                       |                                       |                                       |                                       |                                |                                |                                |                                |                |                | Justinien II (ca. 669 † 711) empereur byzantin  | Justinien II (ca. 669 † 711) empereur byzantin  | Justinien II (ca. 669 † 711) empereur byzantin  | Justinien II (ca. 669 † 711) empereur byzantin  | Justinien II (ca. 669 † 711) empereur byzantin  | Justinien II (ca. 669 † 711) empereur byzantin  |                                               |                                               |                                               |                                               |  |  |  |  |  |  |  |  |  |  |  |  |  |  |  |  |  |  |  |  |  |  |  |  |  |  |
|                                            |                                            |                                            |                                            |                                            |                                            |                                          |                                          |                                          |                                          |                                          |                                          |                                             |                                             |                                             |                                             |                                             |                                             |  |  |                                         |                                         |                                         |                                         |                                                  |                                                  |                                                  |                                                  |                                                  |                                                  |        |        | Théodoros Myakios († 713) stratège de Thrace |                                 |                                 |                                 |                                       |                                       |                                       |                                       |                                       |                                       |                                |                                |                                |                                |                |                |                                                 |                                                 |                                                 |                                                 |                                                 |                                                 |                                               |                                               |                                               |                                               |  |  |  |  |  |  |  |  |  |  |  |  |  |  |  |  |  |  |  |  |  |  |  |  |  |  |

#### Théodoros Myakios
Après un an de règne, Bardanès Philippicos est aveuglé et assassiné par trois officiers de haut rang, dont Théodoros Myakios, stratège de Thrace. Nicéphore Bryennos le nomme « le patrice Théodoros, appelé Myakios », tandis que pour Théophane le Confesseur, il s'agit du « patrice Théodoros, fils de Myakios ». Mikaël Nichanian s'est intéressé à la déposition de Philippicos et à ses protagonistes et a supposé que Myakios est un fidèle de l'empereur Justinien II et l'avait accompagné pendant son exil entre 695 et 705. Intrigué par le fait que Philippicos, qui a détrôné et fait exécuter Justinien II et ses principaux partisans, laisse à Myakios ses charges, il a émis l'hypothèse d'une parenté entre Bardanès Philippicos et Théodoros Myakios, hypothèse que l'onomastique rend possible en raison des prénoms Bardanès (= Vardan) et Myakios (= Hmyaek) qui sont tous deux caractéristiques des Mamikonian. Mikaël Nichanian va plus loin dans ses hypothèses car Théophane le Confesseur écrit que Myakios est un « familier de l'empereur Justinien II », terme qui peut également être traduit par parent, et, remarquant que Fausta, grand-mère de Justinien II, est d'origine arménienne car issue d'Arsacides réfugiés à Byzance, propose l'hypothèse selon laquelle Bardanès Philippicos et Théodore Myakios descendent d'une sœur de Fausta mariée à un Mamikonian.

#### Artabasde
D'origine arménienne, Artabasde est un général byzantin et stratège des Arméniaques du début du VIIIe siècle. En 717, il aide Léon, stratège des Anatoliques, à renverser Théodose III et à monter sur le trône sous le nom de Léon III. Léon donne alors sa fille à Artabasde, le fait comte de l'Opsikion et curopalate, puis césar, c'est-à-dire prince héritier, mais la naissance du futur Constantin V ruine ses chances d'accéder au trône. Cela ne l'empêche pas de se proclamer empereur à la mort de Léon III, de régner pendant deux ans avant d'être détrône et aveuglé par Constantin V.
Son nom en fait un Mamikonian, mais l'un de ses partisans est son cousin Tiridate, patrice, qui porte un nom arsacide. Settipani en déduit qu'ils sont probablement proches parents de Bardanès Philippicos et de Théodore Myakios, qui sont issus d'une union entre ces deux familles. Christian Settipani a une préférence pour en faire des neveux de Bardanès Philippicos, car ce dernier est fils d'un Nicéphore, prénom également porté par un fils d'Artabasde, et considère Artabasde et Tiridate comme des neveux de Bardanès Philippicos.

#### Bardanès Tourkos
Stratège des Anatoliques, il tente de se révolter contre Nicéphore Ier, mais est vaincu en 813 et envoyé dans un monastère, ainsi que son épouse Dominika. Jean Skylitzès le dit « d'une origine éclatante, d'une illustre maison ». Son prénom montre qu'il est probablement Mamikonian.

### Les réfugiés arméniens à Byzance

#### Artavazd, stratège des Anatoliques, et ses descendants
À l'époque où les Mamikonian voient disparaître leur puissance en Arménie, un de leurs cousins connait un destin florissant à Byzance. Après quelque temps passé en Géorgie, Artavazd Mamikonian fait partie des généraux de l'armée que l'empereur Léon IV envoie combattre les Arabes en 778. Il est alors stratège des Anatoliques et probablement comte de l'Opsikion. Il laisse au moins deux fils, Manouel et Marinos Mamikonian.
Manouel Mamikonian, son fils, est cité pour la première fois en 813 comme protostrator et fidèle de l'empereur Michel Ier Rhangabé qui fait face à la révolte de Léon l'Arménien. Bien que Léon réussisse à renverser Michel Ier, il conserve de hautes fonctions et devient stratège des Anatoliques, fonction qu'il conserve après la déposition de Léon V par Michel II l'Amorien. Accusé de conspiration, il s'enfuit chez les Arabes en 829, mais l’avènement de Théophile lui permet d'obtenir une amnistie et les charges de magistros et de domestique des Scholes. Certaines sources affirment qu'il meurt en 838 au cours d'une bataille, tandis que d'autres ne le disent que grièvement blessé et qu'il devient régent de l'empire pendant la minorité de Michel III avant d'être écarté par Théoctiste le Logothète. 
Marinos (ou Marianos), également fils d'Artavazd, est drongaire et tourmaque en Paphlagonie. Il épouse une noble paphlagonienne, Théoktista Phlorina qui donne naissance à six enfants :
- Bardas (mort en 866), général en Abgazie, puis domestique des Scholes, magistros, curopalate et césar,
- Petronas (mort en 865), drongaire et général, puis stratège de Thracésion,
- Théodora (v. 805/810, morte en 867), mariée à l'empereur Théophile,
- Maria, marié à Arsaber, magistros, parent du patriarche Photios,
- Sophia, marié à Constantin Baboutzikos,
- Irène, marié à Théophobos, général.

#### Les Mousélé
Parmi les généraux byzantins présents au siège de Germanicée en 778 figure aux côtés d'Artavazd, stratège des Anatoliques, Gregorios Mousoulakios (Grigor, fils de Moušel), comte de l'Opsikion. Ce même Gregorios participe au coup d'État qui écarte l'impératrice Irène du trône. Selon Nicolas Adontz, son prénom, son patronyme et son association avec Artavazd militent pour une appartenance à la famille Mamikonian. Cette opinion est suivie par Cyrille Toumanoff, qui le considère comme un petit-fils de Mouschel III, sparapet en 693, et par Christian Settipani qui le voit comme fils de Moušeł VI Mamikonian, sparapet et prince d'Arménie.
Peu après, un Alexis Mousélé ou Mousoulé est nommé stratège des Armeniaques en 790, destitué en 792 car soupçonné d'aspirer au trône, puis convoqué à Byzance et aveuglé par Constantin VI. Il y a un consensus quasi général pour considérer Alexios comme un proche parent de Gregorios et, le prénom d'Alexios suggérant une naissance à Byzance plutôt qu'en Arménie, fait de ce dernier un fils de Gregorios.
Il faut attendre un demi-siècle pour entendre parler d'un autre Mousélé, également nommé Alexis Mousélé, qui épouse en 837 Maria, fille de l'empereur Théophile, et est nommé patrice, proconsul, magistros puis César. Maria meurt deux ans plus tard, mais il semble que de ce mariage soit née une fille, également prénommée Maria, qui se marie dans la famille Doukas, incitant cette famille à aspirer au trône à plusieurs reprises avant d'y parvenir avec Constantin X Doukas.
D'autres Mousélé de moindre importance sont également cités :
- Théodosios Mousélé, frère du césar Alexios Mousélé,
- Eupraxios Mousoulikès, stratège de Sicile sous Basile Ier,
- Alexios Mousele, patrice et drongère de la flotte en 920,
- Romanos Mousélé, fonctionnaire des impôts en 945 et petit-fils de Romain Ier Lécapène,
- Michael Mosélè, patrice et grand curateur d'Oxea au XIe siècle,
- Théodora Mousélèna, mystographissa au XIIe siècle.

#### La dynastie macédonienne
La dynastie macédonienne ne doit pas son nom à une origine familiale, mais à la région où les parents de Basile Ier furent déportés par les Bulgares à la suite de la bataille de Versinikia en 813. À l'origine de la famille, il y a Maiakès, notable à Andrinople. Aucun texte ne permet de préciser son ascendance, mais le prénom est incontestablement une forme grecque de prénom arménien porté particulièrement par des princes Mamikonian. Cette hypothèse d'une origine mamikonienne est renforcée par des prénoms portés par des frères de Basile Ier, Bardas (Vard) et Symbatios (Smbat). Reste à situer ce Maiakès dans la famille Mamikonian. Nicolas Adontz propose d'en faire un neveu d'Artavazd, stratège des Anatoliques réfugié à Byzance en 778 et fils d'un Hmyaek. Mais Christian Settipani remarque que la situation sociale de Maiakès est largement inférieure à celle du stratège Artavazd et de ses fils Marinos et Manouel, et considère cette possibilité comme peu probable. En revanche, il juge plus probable que ce Maiakès soit issu de Theodoros, stratège de Thrace, fils d'un Myakios et dont la famille a perdu de son prestige social après la disgrâce de Theodoros.
Selon la Vita Basilii, rédigée par l'empereur Constantin VII, Maiakès a épousé la fille d'un noble arménien du nom de Léon que Nicolas Adontz identifie à l'empereur Léon V l'Arménien. Ils ont au moins deux fils dont l'histoire n'a pas transmis le nom, l'un étant le père Léon l'Asylaion qui aida son cousin Basile à monter sur le trône, l'autre, pour qui le prénom de Bardas a été suggéré, épousa Pankalo qui donne naissance à Basile, Symbatios, Marianos et Bardas.
Né dans une famille appauvrie à la suite de la guerre de 813 entre Byzance et les Bulgares, Basile monte petit à petit les différents échelons de la société byzantine, épouse une Maria, puis devient favori de l'empereur Michel III qui lui fait épouser sa maîtresse Eudocie Ingérina et l'associe au trône. Il en découle une incertitude sur la paternité du futur Léon VI, les historiographes byzantin officiels le disant comme fils de Basile, alors que d'autres chroniqueurs considèrent qu'il est fils de Michel III qui avait marié sa maîtresse à son favori dans le but de légitimer les enfants qu'il en aurait. Finalement Basile détrône et assassine Michel III en 867 et monte sur le trône.
Lui succède Léon VI, puis les descendants de ce dernier, inaugurant une dynastie qui règne sur Byzance jusqu'en 1056.

#### Les Kourtikès
K'ourdik, un fils ou un neveu de Grigor, le dernier prince Mamikonian, se réfugie en 872 à Byzance où il fonde la famille Kourtikès. Sans être importante, cette famille orbite dans les sphères proches du pouvoir et l'on connait :
- Manuel Kourtikès, fils de K'ourdik[20], probablement un des nobles qui aida à la déposition de Romain Ier Lécapène en 944[43],
- Michel Kourtikès, un commandant de la marine et partisan de Bardas Sklèros en révolte contre Basile II, en 979[43],
- une Kurtikaina, mariée à Nicéphore Paléologue dans le seconde moitié du XIe siècle, tante d'un Basile Kourtikès[44],[45],
- Constantin Kourtikès, marié au début du XIIe siècle à Théodora Comnène, fille d'Alexis Ier Comnène[46].

## Généalogie

### Difficulté de reconstitution
Il est difficile de dresser une généalogie exacte de la famille des Mamikonian. Tout d'abord, les patronymes des familles nobles arméniennes ne se sont fixés qu'au cours du IVe siècle de notre ère et il est difficile de faire mieux que considérer que Mamkaios, général de Tigrane II le Grand, roi d'Arménie, au Ier siècle av. J.-C., est un ancêtre de la famille. Ensuite, la faiblesse des sources arméniennes ne permet de dresser que des fragments de généalogies. Enfin, les sources byzantines ne mentionnent pas toujours la famille des nobles d'origine arménienne, et ne s'attachent pas non plus à indiquer des parentés avant le IXe siècle. C'est ainsi que les auteurs actuels peuvent proposer des reconstitutions généalogiques qui diffèrent entre elles.

### Un lien généalogique entre l'Antiquité et le Moyen Âge
La famille Mamikonian occupe une place particulière dans les généalogies qui cherchent à relier les familles médiévales à celles de l'Antiquité. 
Le rôle central que joua la famille dans la politique arménienne entre les IVe et VIIIe siècles a conduit à de nombreuses alliances matrimoniales avec les autres maisons arméniennes. Par le biais de l'émigration à Byzance, les descendants de la famille se sont mêlés à la noblesse byzantine puis à la noblesse occidentale, soit par l'intermédiaire de Byzance, soit directement à l'époque des Croisades. 
Même si des filiations continues ne peuvent être assurées, il est certain que toutes ces personnes descendent du mariage de Hamazasp Ier Mamikonian avec Sahakanoysh, petite-fille du catholicos d'Arménie Nersès Ier le Grand, lui-même arrière-petit-fils de saint Grégoire Ier l'Illuminateur et également fils et petit-fils de deux princesses arsacides d'Arménie :
| \| \| \| \| \| \| \| \| \| \| \| \| \| \| \| \| \| \| \| \| \| \| \| \| \| \| \| \| \| \| \| \| \| \| \| \| \| \| \| \| \| \| \| \| \| \| \| \| \| \| \| \| \| \| \| \| \| \| \| \| \| \| \| \| \| \| \| \| \| \| \| \| \| \| \| \| \| \| \| \| \| \| \| \| \| \| \| \| \| \| \| \| \| \| \| \| \| \| Anak Souren Pahlav \| \| \| \| \| \| \| \| \| \| \| \| \| \| \| \| \| \| \| \| \| \| \| \| \| \| \| \| \| \| \| \| \| \| \| \| \| \| \| \| \| \| \| \| \| \| \| \| \| \| \| \| \| \| \| \| \| \| \| \| \| \| \| \| \| \| \| \| \| \| \| \| \| \| \| \| \| \| \| \| \| \| \| \| \| \| \| \| \| \| \| \| \| \| \| \| \| \| \| \| \| \| \| \| \| \| \| \| \| \| \| \| \| \| \| \| \| \| \| \| Khosrov II roi d'Arménie (279-287) \| Khosrov II roi d'Arménie (279-287) \| Khosrov II roi d'Arménie (279-287) \| Khosrov II roi d'Arménie (279-287) \| Khosrov II roi d'Arménie (279-287) \| Khosrov II roi d'Arménie (279-287) \| \| \| \| \| \| \| \| \| Grégoire Ier l'Illuminateur Catholicos (314-320/325) \| Grégoire Ier l'Illuminateur Catholicos (314-320/325) \| Grégoire Ier l'Illuminateur Catholicos (314-320/325) \| Grégoire Ier l'Illuminateur Catholicos (314-320/325) \| Grégoire Ier l'Illuminateur Catholicos (314-320/325) \| Grégoire Ier l'Illuminateur Catholicos (314-320/325) \| \| \| \| \| \| \| \| \| \| \| \| \| \| \| \| \| \| \| \| \| \| \| \| \| \| \| \| \| \| \| \| \| \| \| \| \| \| \| \| \| \| \| \| \| \| \| \| Khosrov II roi d'Arménie (279-287) \| Khosrov II roi d'Arménie (279-287) \| Khosrov II roi d'Arménie (279-287) \| Khosrov II roi d'Arménie (279-287) \| Khosrov II roi d'Arménie (279-287) \| Khosrov II roi d'Arménie (279-287) \| \| \| \| \| \| \| \| \| Grégoire Ier l'Illuminateur Catholicos (314-320/325) \| Grégoire Ier l'Illuminateur Catholicos (314-320/325) \| Grégoire Ier l'Illuminateur Catholicos (314-320/325) \| Grégoire Ier l'Illuminateur Catholicos (314-320/325) \| Grégoire Ier l'Illuminateur Catholicos (314-320/325) \| Grégoire Ier l'Illuminateur Catholicos (314-320/325) \| \| \| \| \| \| \| \| \| \| \| \| \| \| \| \| \| \| \| \| \| \| \| \| \| \| \| \| \| \| \| \| \| \| \| \| \| \| \| \| \| \| \| \| \| \| \| \| \| \| \| \| \| \| \| \| \| \| \| \| \| \| \| \| \| \| \| \| \| \| \| \| \| \| \| \| \| \| \| \| \| \| \| \| \| \| \| \| \| \| \| \| \| \| \| \| \| \| \| \| \| \| \| \| \| \| \| \| \| \| \| \| \| \| \| Tiridate IV roi d'Arménie (298-330) \| Tiridate IV roi d'Arménie (298-330) \| Tiridate IV roi d'Arménie (298-330) \| Tiridate IV roi d'Arménie (298-330) \| Tiridate IV roi d'Arménie (298-330) \| Tiridate IV roi d'Arménie (298-330) \| \| \| \| \| Aristakès Ier Catholicos (320/325-327/333) \| Aristakès Ier Catholicos (320/325-327/333) \| Aristakès Ier Catholicos (320/325-327/333) \| Aristakès Ier Catholicos (320/325-327/333) \| Aristakès Ier Catholicos (320/325-327/333) \| Aristakès Ier Catholicos (320/325-327/333) \| \| \| Vertanès Ier Catholicos (327/333-341/342) \| Vertanès Ier Catholicos (327/333-341/342) \| Vertanès Ier Catholicos (327/333-341/342) \| Vertanès Ier Catholicos (327/333-341/342) \| Vertanès Ier Catholicos (327/333-341/342) \| Vertanès Ier Catholicos (327/333-341/342) \| \| \| \| \| \| \| \| \| \| \| \| \| \| \| \| \| \| \| \| \| \| \| \| \| \| \| \| \| \| \| \| \| \| \| \| \| \| \| \| \| \| \| \| Tiridate IV roi d'Arménie (298-330) \| Tiridate IV roi d'Arménie (298-330) \| Tiridate IV roi d'Arménie (298-330) \| Tiridate IV roi d'Arménie (298-330) \| Tiridate IV roi d'Arménie (298-330) \| Tiridate IV roi d'Arménie (298-330) \| \| \| \| \| Aristakès Ier Catholicos (320/325-327/333) \| Aristakès Ier Catholicos (320/325-327/333) \| Aristakès Ier Catholicos (320/325-327/333) \| Aristakès Ier Catholicos (320/325-327/333) \| Aristakès Ier Catholicos (320/325-327/333) \| Aristakès Ier Catholicos (320/325-327/333) \| \| \| Vertanès Ier Catholicos (327/333-341/342) \| Vertanès Ier Catholicos (327/333-341/342) \| Vertanès Ier Catholicos (327/333-341/342) \| Vertanès Ier Catholicos (327/333-341/342) \| Vertanès Ier Catholicos (327/333-341/342) \| Vertanès Ier Catholicos (327/333-341/342) \| \| \| \| \| \| \| \| \| \| \| \| \| \| \| \| \| \| \| \| \| \| \| \| \| \| \| \| \| \| \| \| \| \| \| \| \| \| \| \| \| \| \| \| \| \| \| \| \| \| \| \| \| \| \| \| \| \| \| \| \| \| \| \| \| \| \| \| \| \| \| \| \| \| \| \| \| \| \| \| \| \| \| \| \| \| \| \| \| \| \| \| \| \| \| \| \| \| \| \| \| \| \| \| \| Khosrov III roi d'Arménie (330-339) \| Khosrov III roi d'Arménie (330-339) \| Khosrov III roi d'Arménie (330-339) \| Khosrov III roi d'Arménie (330-339) \| Khosrov III roi d'Arménie (330-339) \| Khosrov III roi d'Arménie (330-339) \| \| \| \| \| \| \| ♀ \| ♀ \| ♀ \| ♀ \| ♀ \| ♀ \| \| \| Houssik Ier Catholicos (341/342-348) \| Houssik Ier Catholicos (341/342-348) \| Houssik Ier Catholicos (341/342-348) \| Houssik Ier Catholicos (341/342-348) \| Houssik Ier Catholicos (341/342-348) \| Houssik Ier Catholicos (341/342-348) \| \| \| Grigoris Catholicos d'Albanie du Caucase (?-343) \| Grigoris Catholicos d'Albanie du Caucase (?-343) \| Grigoris Catholicos d'Albanie du Caucase (?-343) \| Grigoris Catholicos d'Albanie du Caucase (?-343) \| Grigoris Catholicos d'Albanie du Caucase (?-343) \| Grigoris Catholicos d'Albanie du Caucase (?-343) \| \| \| \| \| \| \| \| \| \| \| \| \| \| \| \| \| \| \| \| \| \| \| \| \| \| \| \| \| \| \| \| \| \| Khosrov III roi d'Arménie (330-339) \| Khosrov III roi d'Arménie (330-339) \| Khosrov III roi d'Arménie (330-339) \| Khosrov III roi d'Arménie (330-339) \| Khosrov III roi d'Arménie (330-339) \| Khosrov III roi d'Arménie (330-339) \| \| \| \| \| \| \| ♀ \| ♀ \| ♀ \| ♀ \| ♀ \| ♀ \| \| \| Houssik Ier Catholicos (341/342-348) \| Houssik Ier Catholicos (341/342-348) \| Houssik Ier Catholicos (341/342-348) \| Houssik Ier Catholicos (341/342-348) \| Houssik Ier Catholicos (341/342-348) \| Houssik Ier Catholicos (341/342-348) \| \| \| Grigoris Catholicos d'Albanie du Caucase (?-343) \| Grigoris Catholicos d'Albanie du Caucase (?-343) \| Grigoris Catholicos d'Albanie du Caucase (?-343) \| Grigoris Catholicos d'Albanie du Caucase (?-343) \| Grigoris Catholicos d'Albanie du Caucase (?-343) \| Grigoris Catholicos d'Albanie du Caucase (?-343) \| \| \| \| \| \| \| \| \| \| \| \| \| \| \| \| \| \| \| \| \| \| \| \| \| \| \| \| \| \| \| \| \| \| \| \| \| \| \| \| \| \| \| \| \| \| \| \| \| \| \| \| \| \| \| \| \| \| \| \| \| \| \| \| \| \| \| \| \| \| \| \| \| \| \| \| \| \| \| \| \| \| \| \| \| \| \| \| \| \| \| \| \| \| \| \| \| \| \| \| \| \| \| \| \| \| \| \| \| \| \| \| \| \| \| \| \| \| \| \| \| \| \| \| \| \| \| \| \| \| \| \| \| \| \| \| \| \| \| \| \| \| \| \| \| \| \| \| \| \| \| \| \| \| \| \| \| \| \| \| \| \| \| \| \| \| \| \| \| \| \| \| \| \| \| \| \| \| \| \| \| \| \| \| \| \| \| \| \| \| \| \| \| \| \| \| \| \| \| \| \| \| \| \| \| \| \| \| \| \| \| \| \| \| \| \| \| \| \| \| \| \| \| \| \| \| \| \| \| \| \| \| \| \| \| \| \| \| \| \| \| \| \| \| \| \| \| \| \| \| \| \| \| \| \| \| \| \| \| \| \| \| \| \| \| \| \| \| \| \| \| \| \| \| \| \| \| \| \| \| \| \| \| \| \| \| \| \| \| \| \| \| \| \| Tigrane VII roi d'Arménie (339-350) \| Tigrane VII roi d'Arménie (339-350) \| Tigrane VII roi d'Arménie (339-350) \| Tigrane VII roi d'Arménie (339-350) \| Tigrane VII roi d'Arménie (339-350) \| Tigrane VII roi d'Arménie (339-350) \| \| \| Varazdoukht \| Varazdoukht \| Varazdoukht \| Varazdoukht \| Varazdoukht \| Varazdoukht \| \| \| Pap diacre \| Pap diacre \| Pap diacre \| Pap diacre \| Pap diacre \| Pap diacre \| \| \| Bambishen \| Bambishen \| Bambishen \| Bambishen \| Bambishen \| Bambishen \| \| \| Athanaginès \| Athanaginès \| Athanaginès \| Athanaginès \| Athanaginès \| Athanaginès \| \| \| \| \| \| \| \| \| \| \| \| \| \| \| \| \| \| \| \| \| \| \| \| \| \| \| \| \| \| Tigrane VII roi d'Arménie (339-350) \| Tigrane VII roi d'Arménie (339-350) \| Tigrane VII roi d'Arménie (339-350) \| Tigrane VII roi d'Arménie (339-350) \| Tigrane VII roi d'Arménie (339-350) \| Tigrane VII roi d'Arménie (339-350) \| \| \| Varazdoukht \| Varazdoukht \| Varazdoukht \| Varazdoukht \| Varazdoukht \| Varazdoukht \| \| \| Pap diacre \| Pap diacre \| Pap diacre \| Pap diacre \| Pap diacre \| Pap diacre \| \| \| Bambishen \| Bambishen \| Bambishen \| Bambishen \| Bambishen \| Bambishen \| \| \| Athanaginès \| Athanaginès \| Athanaginès \| Athanaginès \| Athanaginès \| Athanaginès \| \| \| \| \| \| \| \| \| \| \| \| \| \| \| \| \| \| \| \| \| \| \| \| \| \| \| \| \| \| \| \| \| \| \| \| \| \| \| \| \| \| \| \| \| \| \| \| \| \| \| \| \| \| \| \| \| \| \| \| \| \| \| \| \| \| \| \| \| \| \| \| \| \| \| \| \| \| \| \| \| \| \| \| \| \| \| \| \| \| \| \| \| \| \| \| \| \| \| \| \| \| \| \| \| \| \| \| \| \| \| \| \| \| \| \| \| \| \| \| \| \| \| \| \| Nersès Ier Catholicos (353-373) \| \| \| \| \| \| \| \| \| \| \| \| \| \| \| \| \| \| \| \| \| \| \| \| \| \| \| \| \| \| \| \| \| \| \| \| \| \| \| \| \| \| \| \| \| \| \| \| \| \| \| \| \| \| \| \| \| \| \| \| \| \| \| \| \| \| \| \| \| \| \| \| \| \| \| \| \| \| \| \| \| \| \| \| \| \| \| \| \| \| \| \| \| \| \| \| \| \| \| \| \| \| \| \| \| \| \| \| \| \| \| \| \| \| \| \| \| \| \| \| \| \| \| \| \| \| \| \| \| \| \| \| \| \| Sahak Ier Catholicos (387-428) \| \| \| \| \| \| \| \| \| \| \| \| \| \| \| \| \| \| \| \| \| \| \| \| \| \| \| \| \| \| \| \| \| \| \| \| \| \| \| \| \| \| \| \| \| \| \| \| \| \| \| \| \| \| \| \| \| \| \| \| \| \| \| \| \| \| \| \| \| \| \| \| \| \| \| \| \| \| \| \| \| \| \| \| \| \| \| \| \| \| \| \| \| \| \| \| \| \| \| \| \| \| \| \| \| \| \| \| \| \| \| \| \| \| \| \| \| \| \| \| \| \| \| \| \| \| Hamazasp Mamikonian \| Hamazasp Mamikonian \| Hamazasp Mamikonian \| Hamazasp Mamikonian \| Hamazasp Mamikonian \| Hamazasp Mamikonian \| \| \| Sahakanouch \| Sahakanouch \| Sahakanouch \| Sahakanouch \| Sahakanouch \| Sahakanouch \| \| \| \| \| \| \| \| \| \| \| \| \| \| \| \| \| \| \| \| \| \| \| \| \| \| \| \| \| \| \| \| \| \| \| \| \| \| \| \| \| \| \| \| \| \| \| \| \| \| \| \| \| \| Hamazasp Mamikonian \| Hamazasp Mamikonian \| Hamazasp Mamikonian \| Hamazasp Mamikonian \| Hamazasp Mamikonian \| Hamazasp Mamikonian \| \| \| Sahakanouch \| Sahakanouch \| Sahakanouch \| Sahakanouch \| Sahakanouch \| Sahakanouch \| \| \| \| \| \| \| \| \| \| \| \| \| \| \| \| \| \| \| \| \| \| \| \| \| \| \| \| \| \| \| \| \| \| \| \| \| \| \| \| \| \| \| \| \| \| \| \| \| \| \| \| \| \| \| \| \| \| \| \| \| \| \| \| \| \| \| \| \| \| \| \| \| \| \| \| \| \| \| \| \| \| \| \| \| \| \| \| \| \| \| \| \| \| \| \| \| \| \| \| \| \| \| \| \| \| \| \| \| \| \| \| \| \| \| \| \| \| \| \| \| \| \| \| \| Mamikonian ultérieurs \| \| \| \| \| \| \| \| \| \| \| \| \| \| \| \| \| \| \| \| \| \| \| \| \| \| \| \| \| \| \| \| \| \| \| \| \| \| \| \| \| \| \| \| \| \| \| \| \| \| \| \| \| \| \| \| \| \| \| \| \| \| \| \| \| \| \| \| \| \| \| \| \| \| \| \| \| \| \| \| \| \| \| \| \| \| \| \| \| \| \| \| \| \| \| \| \| \| \| \| \| \| \| \| \| \| \| Généalogie des Grégorides, |  |                                     |                                     |                                     |                                     |                                     |                                     |  |  |                                     |                                     |                                     |                                     |                                     |                                     |                                     |                                     |                                     |                                     |                                     |                                     |                     |                     |                     |                     |                                            |                                            |                                            |                                            |                                                      |                                                      |                                                      |                                                      |                                                      |                                                      |                                           |                                           |                                                  |                                                  |                                                  |                                                  |                                                  |                                                  |  |  |  |  |  |  |  |  |  |  |  |  |  |  |  |  |  |  |  |  |  |  |
| |  |                                     |                                     |                                     |                                     |                                     |                                     |  |  |                                     |                                     |                                     |                                     |                                     |                                     |                                     |                                     |                                     |                                     |                                     |                                     |                     |                     |                     |                     |                                            |                                            |                                            |                                            |                                                      |                                                      |                                                      |                                                      |                                                      |                                                      |                                           |                                           |                                                  |                                                  |                                                  |                                                  |                                                  |                                                  |  |  |  |  |  |  |  |  |  |  |  |  |  |  |  |  |  |  |  |  |  |  |
| |  |                                     |                                     |                                     |                                     |                                     |                                     |  |  |                                     |                                     |                                     |                                     |                                     |                                     |                                     |                                     |                                     |                                     |                                     |                                     |                     |                     |                     |                     |                                            |                                            |                                            |                                            | Anak Souren Pahlav                                   |                                                      |                                                      |                                                      |                                                      |                                                      |                                           |                                           |                                                  |                                                  |                                                  |                                                  |                                                  |                                                  |  |  |  |  |  |  |  |  |  |  |  |  |  |  |  |  |  |  |  |  |  |  |
| |  |                                     |                                     |                                     |                                     |                                     |                                     |  |  |                                     |                                     |                                     |                                     |                                     |                                     |                                     |                                     |                                     |                                     |                                     |                                     |                     |                     |                     |                     |                                            |                                            |                                            |                                            |                                                      |                                                      |                                                      |                                                      |                                                      |                                                      |                                           |                                           |                                                  |                                                  |                                                  |                                                  |                                                  |                                                  |  |  |  |  |  |  |  |  |  |  |  |  |  |  |  |  |  |  |  |  |  |  |
| |  |                                     |                                     |                                     |                                     |                                     |                                     |  |  |                                     |                                     |                                     |                                     |                                     |                                     | Khosrov II roi d'Arménie (279-287)  | Khosrov II roi d'Arménie (279-287)  | Khosrov II roi d'Arménie (279-287)  | Khosrov II roi d'Arménie (279-287)  | Khosrov II roi d'Arménie (279-287)  | Khosrov II roi d'Arménie (279-287)  |                     |                     |                     |                     |                                            |                                            |                                            |                                            | Grégoire Ier l'Illuminateur Catholicos (314-320/325) | Grégoire Ier l'Illuminateur Catholicos (314-320/325) | Grégoire Ier l'Illuminateur Catholicos (314-320/325) | Grégoire Ier l'Illuminateur Catholicos (314-320/325) | Grégoire Ier l'Illuminateur Catholicos (314-320/325) | Grégoire Ier l'Illuminateur Catholicos (314-320/325) |                                           |                                           |                                                  |                                                  |                                                  |                                                  |                                                  |                                                  |  |  |  |  |  |  |  |  |  |  |  |  |  |  |  |  |  |  |  |  |  |  |
| |  |                                     |                                     |                                     |                                     |                                     |                                     |  |  |                                     |                                     |                                     |                                     |                                     |                                     | Khosrov II roi d'Arménie (279-287)  | Khosrov II roi d'Arménie (279-287)  | Khosrov II roi d'Arménie (279-287)  | Khosrov II roi d'Arménie (279-287)  | Khosrov II roi d'Arménie (279-287)  | Khosrov II roi d'Arménie (279-287)  |                     |                     |                     |                     |                                            |                                            |                                            |                                            | Grégoire Ier l'Illuminateur Catholicos (314-320/325) | Grégoire Ier l'Illuminateur Catholicos (314-320/325) | Grégoire Ier l'Illuminateur Catholicos (314-320/325) | Grégoire Ier l'Illuminateur Catholicos (314-320/325) | Grégoire Ier l'Illuminateur Catholicos (314-320/325) | Grégoire Ier l'Illuminateur Catholicos (314-320/325) |                                           |                                           |                                                  |                                                  |                                                  |                                                  |                                                  |                                                  |  |  |  |  |  |  |  |  |  |  |  |  |  |  |  |  |  |  |  |  |  |  |
| |  |                                     |                                     |                                     |                                     |                                     |                                     |  |  |                                     |                                     |                                     |                                     |                                     |                                     |                                     |                                     |                                     |                                     |                                     |                                     |                     |                     |                     |                     |                                            |                                            |                                            |                                            |                                                      |                                                      |                                                      |                                                      |                                                      |                                                      |                                           |                                           |                                                  |                                                  |                                                  |                                                  |                                                  |                                                  |  |  |  |  |  |  |  |  |  |  |  |  |  |  |  |  |  |  |  |  |  |  |
| |  |                                     |                                     |                                     |                                     |                                     |                                     |  |  |                                     |                                     |                                     |                                     |                                     |                                     | Tiridate IV roi d'Arménie (298-330) | Tiridate IV roi d'Arménie (298-330) | Tiridate IV roi d'Arménie (298-330) | Tiridate IV roi d'Arménie (298-330) | Tiridate IV roi d'Arménie (298-330) | Tiridate IV roi d'Arménie (298-330) |                     |                     |                     |                     | Aristakès Ier Catholicos (320/325-327/333) | Aristakès Ier Catholicos (320/325-327/333) | Aristakès Ier Catholicos (320/325-327/333) | Aristakès Ier Catholicos (320/325-327/333) | Aristakès Ier Catholicos (320/325-327/333)           | Aristakès Ier Catholicos (320/325-327/333)           |                                                      |                                                      | Vertanès Ier Catholicos (327/333-341/342)            | Vertanès Ier Catholicos (327/333-341/342)            | Vertanès Ier Catholicos (327/333-341/342) | Vertanès Ier Catholicos (327/333-341/342) | Vertanès Ier Catholicos (327/333-341/342)        | Vertanès Ier Catholicos (327/333-341/342)        |                                                  |                                                  |                                                  |                                                  |  |  |  |  |  |  |  |  |  |  |  |  |  |  |  |  |  |  |  |  |  |  |
| |  |                                     |                                     |                                     |                                     |                                     |                                     |  |  |                                     |                                     |                                     |                                     |                                     |                                     | Tiridate IV roi d'Arménie (298-330) | Tiridate IV roi d'Arménie (298-330) | Tiridate IV roi d'Arménie (298-330) | Tiridate IV roi d'Arménie (298-330) | Tiridate IV roi d'Arménie (298-330) | Tiridate IV roi d'Arménie (298-330) |                     |                     |                     |                     | Aristakès Ier Catholicos (320/325-327/333) | Aristakès Ier Catholicos (320/325-327/333) | Aristakès Ier Catholicos (320/325-327/333) | Aristakès Ier Catholicos (320/325-327/333) | Aristakès Ier Catholicos (320/325-327/333)           | Aristakès Ier Catholicos (320/325-327/333)           |                                                      |                                                      | Vertanès Ier Catholicos (327/333-341/342)            | Vertanès Ier Catholicos (327/333-341/342)            | Vertanès Ier Catholicos (327/333-341/342) | Vertanès Ier Catholicos (327/333-341/342) | Vertanès Ier Catholicos (327/333-341/342)        | Vertanès Ier Catholicos (327/333-341/342)        |                                                  |                                                  |                                                  |                                                  |  |  |  |  |  |  |  |  |  |  |  |  |  |  |  |  |  |  |  |  |  |  |
| |  |                                     |                                     |                                     |                                     |                                     |                                     |  |  |                                     |                                     |                                     |                                     |                                     |                                     |                                     |                                     |                                     |                                     |                                     |                                     |                     |                     |                     |                     |                                            |                                            |                                            |                                            |                                                      |                                                      |                                                      |                                                      |                                                      |                                                      |                                           |                                           |                                                  |                                                  |                                                  |                                                  |                                                  |                                                  |  |  |  |  |  |  |  |  |  |  |  |  |  |  |  |  |  |  |  |  |  |  |
| |  |                                     |                                     |                                     |                                     |                                     |                                     |  |  | Khosrov III roi d'Arménie (330-339) | Khosrov III roi d'Arménie (330-339) | Khosrov III roi d'Arménie (330-339) | Khosrov III roi d'Arménie (330-339) | Khosrov III roi d'Arménie (330-339) | Khosrov III roi d'Arménie (330-339) |                                     |                                     |                                     |                                     |                                     |                                     | ♀                   | ♀                   | ♀                   | ♀                   | ♀                                          | ♀                                          |                                            |                                            | Houssik Ier Catholicos (341/342-348)                 | Houssik Ier Catholicos (341/342-348)                 | Houssik Ier Catholicos (341/342-348)                 | Houssik Ier Catholicos (341/342-348)                 | Houssik Ier Catholicos (341/342-348)                 | Houssik Ier Catholicos (341/342-348)                 |                                           |                                           | Grigoris Catholicos d'Albanie du Caucase (?-343) | Grigoris Catholicos d'Albanie du Caucase (?-343) | Grigoris Catholicos d'Albanie du Caucase (?-343) | Grigoris Catholicos d'Albanie du Caucase (?-343) | Grigoris Catholicos d'Albanie du Caucase (?-343) | Grigoris Catholicos d'Albanie du Caucase (?-343) |  |  |  |  |  |  |  |  |  |  |  |  |  |  |  |  |  |  |  |  |  |  |
| |  |                                     |                                     |                                     |                                     |                                     |                                     |  |  | Khosrov III roi d'Arménie (330-339) | Khosrov III roi d'Arménie (330-339) | Khosrov III roi d'Arménie (330-339) | Khosrov III roi d'Arménie (330-339) | Khosrov III roi d'Arménie (330-339) | Khosrov III roi d'Arménie (330-339) |                                     |                                     |                                     |                                     |                                     |                                     | ♀                   | ♀                   | ♀                   | ♀                   | ♀                                          | ♀                                          |                                            |                                            | Houssik Ier Catholicos (341/342-348)                 | Houssik Ier Catholicos (341/342-348)                 | Houssik Ier Catholicos (341/342-348)                 | Houssik Ier Catholicos (341/342-348)                 | Houssik Ier Catholicos (341/342-348)                 | Houssik Ier Catholicos (341/342-348)                 |                                           |                                           | Grigoris Catholicos d'Albanie du Caucase (?-343) | Grigoris Catholicos d'Albanie du Caucase (?-343) | Grigoris Catholicos d'Albanie du Caucase (?-343) | Grigoris Catholicos d'Albanie du Caucase (?-343) | Grigoris Catholicos d'Albanie du Caucase (?-343) | Grigoris Catholicos d'Albanie du Caucase (?-343) |  |  |  |  |  |  |  |  |  |  |  |  |  |  |  |  |  |  |  |  |  |  |
| |  |                                     |                                     |                                     |                                     |                                     |                                     |  |  |                                     |                                     |                                     |                                     |                                     |                                     |                                     |                                     |                                     |                                     |                                     |                                     |                     |                     |                     |                     |                                            |                                            |                                            |                                            |                                                      |                                                      |                                                      |                                                      |                                                      |                                                      |                                           |                                           |                                                  |                                                  |                                                  |                                                  |                                                  |                                                  |  |  |  |  |  |  |  |  |  |  |  |  |  |  |  |  |  |  |  |  |  |  |
| |  |                                     |                                     |                                     |                                     |                                     |                                     |  |  |                                     |                                     |                                     |                                     |                                     |                                     |                                     |                                     |                                     |                                     |                                     |                                     |                     |                     |                     |                     |                                            |                                            |                                            |                                            |                                                      |                                                      |                                                      |                                                      |                                                      |                                                      |                                           |                                           |                                                  |                                                  |                                                  |                                                  |                                                  |                                                  |  |  |  |  |  |  |  |  |  |  |  |  |  |  |  |  |  |  |  |  |  |  |
| |  |                                     |                                     |                                     |                                     |                                     |                                     |  |  |                                     |                                     |                                     |                                     |                                     |                                     |                                     |                                     |                                     |                                     |                                     |                                     |                     |                     |                     |                     |                                            |                                            |                                            |                                            |                                                      |                                                      |                                                      |                                                      |                                                      |                                                      |                                           |                                           |                                                  |                                                  |                                                  |                                                  |                                                  |                                                  |  |  |  |  |  |  |  |  |  |  |  |  |  |  |  |  |  |  |  |  |  |  |
| |  |                                     |                                     |                                     |                                     |                                     |                                     |  |  |                                     |                                     |                                     |                                     |                                     |                                     |                                     |                                     |                                     |                                     |                                     |                                     |                     |                     |                     |                     |                                            |                                            |                                            |                                            |                                                      |                                                      |                                                      |                                                      |                                                      |                                                      |                                           |                                           |                                                  |                                                  |                                                  |                                                  |                                                  |                                                  |  |  |  |  |  |  |  |  |  |  |  |  |  |  |  |  |  |  |  |  |  |  |
| |  | Tigrane VII roi d'Arménie (339-350) | Tigrane VII roi d'Arménie (339-350) | Tigrane VII roi d'Arménie (339-350) | Tigrane VII roi d'Arménie (339-350) | Tigrane VII roi d'Arménie (339-350) | Tigrane VII roi d'Arménie (339-350) |  |  | Varazdoukht                         | Varazdoukht                         | Varazdoukht                         | Varazdoukht                         | Varazdoukht                         | Varazdoukht                         |                                     |                                     | Pap diacre                          | Pap diacre                          | Pap diacre                          | Pap diacre                          | Pap diacre          | Pap diacre          |                     |                     | Bambishen                                  | Bambishen                                  | Bambishen                                  | Bambishen                                  | Bambishen                                            | Bambishen                                            |                                                      |                                                      | Athanaginès                                          | Athanaginès                                          | Athanaginès                               | Athanaginès                               | Athanaginès                                      | Athanaginès                                      |                                                  |                                                  |                                                  |                                                  |  |  |  |  |  |  |  |  |  |  |  |  |  |  |  |  |  |  |  |  |  |  |
| |  | Tigrane VII roi d'Arménie (339-350) | Tigrane VII roi d'Arménie (339-350) | Tigrane VII roi d'Arménie (339-350) | Tigrane VII roi d'Arménie (339-350) | Tigrane VII roi d'Arménie (339-350) | Tigrane VII roi d'Arménie (339-350) |  |  | Varazdoukht                         | Varazdoukht                         | Varazdoukht                         | Varazdoukht                         | Varazdoukht                         | Varazdoukht                         |                                     |                                     | Pap diacre                          | Pap diacre                          | Pap diacre                          | Pap diacre                          | Pap diacre          | Pap diacre          |                     |                     | Bambishen                                  | Bambishen                                  | Bambishen                                  | Bambishen                                  | Bambishen                                            | Bambishen                                            |                                                      |                                                      | Athanaginès                                          | Athanaginès                                          | Athanaginès                               | Athanaginès                               | Athanaginès                                      | Athanaginès                                      |                                                  |                                                  |                                                  |                                                  |  |  |  |  |  |  |  |  |  |  |  |  |  |  |  |  |  |  |  |  |  |  |
| |  |                                     |                                     |                                     |                                     |                                     |                                     |  |  |                                     |                                     |                                     |                                     |                                     |                                     |                                     |                                     |                                     |                                     |                                     |                                     |                     |                     |                     |                     |                                            |                                            |                                            |                                            |                                                      |                                                      |                                                      |                                                      |                                                      |                                                      |                                           |                                           |                                                  |                                                  |                                                  |                                                  |                                                  |                                                  |  |  |  |  |  |  |  |  |  |  |  |  |  |  |  |  |  |  |  |  |  |  |
| |  |                                     |                                     |                                     |                                     |                                     |                                     |  |  |                                     |                                     |                                     |                                     |                                     |                                     |                                     |                                     |                                     |                                     |                                     |                                     |                     |                     |                     |                     |                                            |                                            |                                            |                                            | Nersès Ier Catholicos (353-373)                      |                                                      |                                                      |                                                      |                                                      |                                                      |                                           |                                           |                                                  |                                                  |                                                  |                                                  |                                                  |                                                  |  |  |  |  |  |  |  |  |  |  |  |  |  |  |  |  |  |  |  |  |  |  |
| |  |                                     |                                     |                                     |                                     |                                     |                                     |  |  |                                     |                                     |                                     |                                     |                                     |                                     |                                     |                                     |                                     |                                     |                                     |                                     |                     |                     |                     |                     |                                            |                                            |                                            |                                            |                                                      |                                                      |                                                      |                                                      |                                                      |                                                      |                                           |                                           |                                                  |                                                  |                                                  |                                                  |                                                  |                                                  |  |  |  |  |  |  |  |  |  |  |  |  |  |  |  |  |  |  |  |  |  |  |
| |  |                                     |                                     |                                     |                                     |                                     |                                     |  |  |                                     |                                     |                                     |                                     |                                     |                                     |                                     |                                     |                                     |                                     |                                     |                                     |                     |                     |                     |                     |                                            |                                            |                                            |                                            | Sahak Ier Catholicos (387-428)                       |                                                      |                                                      |                                                      |                                                      |                                                      |                                           |                                           |                                                  |                                                  |                                                  |                                                  |                                                  |                                                  |  |  |  |  |  |  |  |  |  |  |  |  |  |  |  |  |  |  |  |  |  |  |
| |  |                                     |                                     |                                     |                                     |                                     |                                     |  |  |                                     |                                     |                                     |                                     |                                     |                                     |                                     |                                     |                                     |                                     |                                     |                                     |                     |                     |                     |                     |                                            |                                            |                                            |                                            |                                                      |                                                      |                                                      |                                                      |                                                      |                                                      |                                           |                                           |                                                  |                                                  |                                                  |                                                  |                                                  |                                                  |  |  |  |  |  |  |  |  |  |  |  |  |  |  |  |  |  |  |  |  |  |  |
| |  |                                     |                                     |                                     |                                     |                                     |                                     |  |  |                                     |                                     |                                     |                                     |                                     |                                     |                                     |                                     |                                     |                                     |                                     |                                     | Hamazasp Mamikonian | Hamazasp Mamikonian | Hamazasp Mamikonian | Hamazasp Mamikonian | Hamazasp Mamikonian                        | Hamazasp Mamikonian                        |                                            |                                            | Sahakanouch                                          | Sahakanouch                                          | Sahakanouch                                          | Sahakanouch                                          | Sahakanouch                                          | Sahakanouch                                          |                                           |                                           |                                                  |                                                  |                                                  |                                                  |                                                  |                                                  |  |  |  |  |  |  |  |  |  |  |  |  |  |  |  |  |  |  |  |  |  |  |
| |  |                                     |                                     |                                     |                                     |                                     |                                     |  |  |                                     |                                     |                                     |                                     |                                     |                                     |                                     |                                     |                                     |                                     |                                     |                                     | Hamazasp Mamikonian | Hamazasp Mamikonian | Hamazasp Mamikonian | Hamazasp Mamikonian | Hamazasp Mamikonian                        | Hamazasp Mamikonian                        |                                            |                                            | Sahakanouch                                          | Sahakanouch                                          | Sahakanouch                                          | Sahakanouch                                          | Sahakanouch                                          | Sahakanouch                                          |                                           |                                           |                                                  |                                                  |                                                  |                                                  |                                                  |                                                  |  |  |  |  |  |  |  |  |  |  |  |  |  |  |  |  |  |  |  |  |  |  |
| |  |                                     |                                     |                                     |                                     |                                     |                                     |  |  |                                     |                                     |                                     |                                     |                                     |                                     |                                     |                                     |                                     |                                     |                                     |                                     |                     |                     |                     |                     |                                            |                                            |                                            |                                            |                                                      |                                                      |                                                      |                                                      |                                                      |                                                      |                                           |                                           |                                                  |                                                  |                                                  |                                                  |                                                  |                                                  |  |  |  |  |  |  |  |  |  |  |  |  |  |  |  |  |  |  |  |  |  |  |
| |  |                                     |                                     |                                     |                                     |                                     |                                     |  |  |                                     |                                     |                                     |                                     |                                     |                                     |                                     |                                     |                                     |                                     |                                     |                                     |                     |                     |                     |                     | Mamikonian ultérieurs                      |                                            |                                            |                                            |                                                      |                                                      |                                                      |                                                      |                                                      |                                                      |                                           |                                           |                                                  |                                                  |                                                  |                                                  |                                                  |                                                  |  |  |  |  |  |  |  |  |  |  |  |  |  |  |  |  |  |  |  |  |  |  |
| |  |                                     |                                     |                                     |                                     |                                     |                                     |  |  |                                     |                                     |                                     |                                     |                                     |                                     |                                     |                                     |                                     |                                     |                                     |                                     |                     |                     |                     |                     |                                            |                                            |                                            |                                            |                                                      |                                                      |                                                      |                                                      |                                                      |                                                      |                                           |                                           |                                                  |                                                  |                                                  |                                                  |                                                  |                                                  |  |  |  |  |  |  |  |  |  |  |  |  |  |  |  |  |  |  |  |  |  |  |

Les rois arsacides d'Arménie sont issus de la dynastie des Arsacides, une famille qui a fourni de nombreux rois parthes en Iran de 250 av. J.-C. à 224 ap. J.-C. La dynastie arsacide étant apparue pendant l'époque hellénistique, elle a conclu plusieurs alliances avec d'autres dynasties hellénistiques, comme avec le mariage entre le roi Démétrios II de Syrie avec Rodogune, fille du roi Mithridate Ier de Parthie. Les rois des Parthes du Ier siècle sont également rois d'Arménie et rois de Médie-Atropatène ; or le géographe grec Strabon affirme que depuis la fondation du royaume par Atropatès, la Médie-Atropatène n'a cessé d'appartenir aux descendants d'Atropatès, lesquels se sont unis successivement aux rois d'Arménie, aux rois de Syrie et aux rois de Parthie. Après maintes discussions entre les spécialistes, il en ressort que les Arsacides postérieurs à l'ère chrétienne soient issus par les hommes des rois d'Atropatène et par les femmes des premiers Arsacides, et que les rois de Syrie avec lesquels ils se sont unis sont les rois de Commagène.
Ces rois de Commagène, quant à eux descendent de plusieurs dynasties de l'Antiquité, comme les Séleucides, des Lagides, les Argéades et les Achéménides.